# Lorenzo di Credi

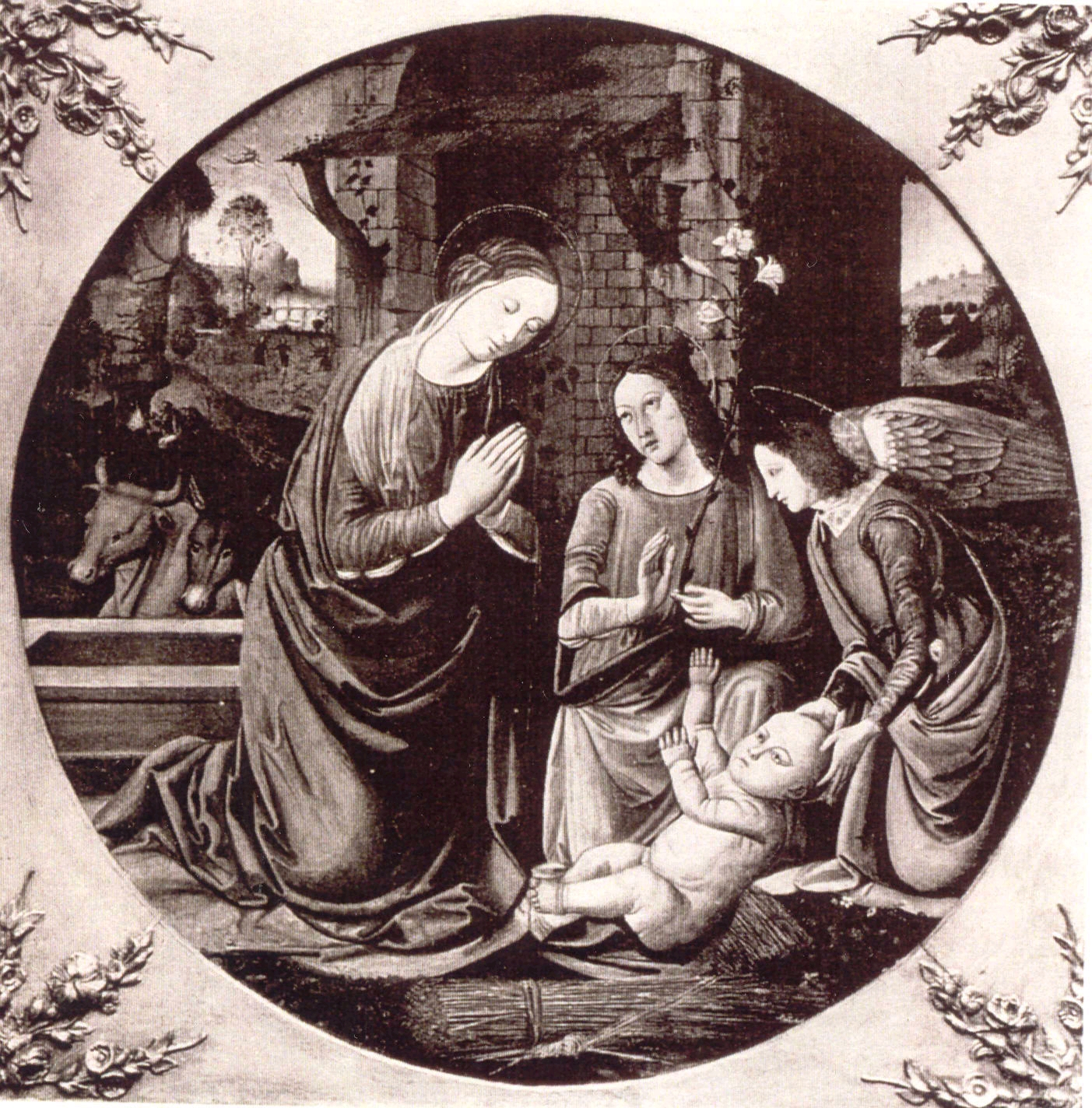
Lorenzo di Credi

Lorenzo di Credi, född cirka 1459 i Florens, död 12 januari 1537, var en italiensk målare av den florentinska skolan.
Lorenzo di Credi var tillsammans med Leonardo da Vinci elev hos Andrea del Verrocchio. Hans stil, som förändrades mycket litet, formades av dessa mästare; hans verk uppvisar den största yrkesskickligheten bland de florentinska målarna under denna tid. Ett typiskt verk är Noli me tangere.
På Nationalmuseum finns Credis verk Madonnan sittande på en tron.